# Bim bum bam
Bim bum bam est un bloc de programmes italien pour la jeunesse. D'abord diffusé sur la chaîne de télévision du groupe Rusconi, Antenna Nord, le programme est intégré à la grille d'Italia 1 à partir du 3 janvier 1982, la nouvelle chaîne de Rusconi puis acquise par Fininvest de Silvio Berlusconi en 1983. Le programme reste à la grille du réseau jusqu'en 1991, date à laquelle il est transféré sur Canale 5; il revient sur Italia 1 de 1997 jusqu'à sa fin en 2002. La diffusion est toujours positionnée entre 16 h et 18 h, avec de petites variations au fil des années, tandis que pendant les mois d'été, elle est diffusée sous une forme réduite avec des rediffusions de diverses séries d'animation sans présentation.
L'émission, dans sa forme la plus populaire, est caractérisée par quelques sketchs des animateurs diffusés entre une série d'animation et une autre ; le programme lance principalement des séries d'animation (comme Embrasse-moi Lucile, Creamy, merveilleuse Creamy, Jeanne et Serge, La Tulipe noire, Signé Cat's Eyes, Olive et Tom, Kimagure Orange Road, Marmalade Boy et Sailor Moon), mais aussi des séries d'animation. Productions américaines et européennes (dont : Les Schtroumpfs, Les Snorky, Police Academy, SOS Fantômes, Taz-Mania, Inspecteur Gadget, Tortues Ninja, Batman, Comte Mordicus, The Mask, Iznogoud, Denver, le dernier dinosaure, Alvin et les Chipmunks, Jem et les Hologrammes, Creepy Crawlers et Il était une fois... la Vie,

## Histoire
À la fin de la saison 1984-1985, Licia Colò quitte le programme pour animer le programme Buona Domenica à l'automne suivant, remplacée la saison suivante (9 septembre 1985-28 juin 1986) par Manuela Blanchard.
Les éditions réalisées par le couple Bonolis-Blanchard avec Uan ont un succès considérable auprès du public, grâce aux sketches comiques comme ceux consacrés à la fausse promotion télévisée de la , l'espace dédié à Uanathan - Dimensione Avventura, des dialogues surréalistes entre les trois protagonistes et la poste, une ligne directe avec les très jeunes spectateurs qui envoyaient des lettres et des dessins. En 1986, le programme reçoit le premier Telegatto du meilleur programme pour enfants, prix qu'il remporte trois fois de plus.
À partir de la saison 1985-1986, l'émission, en plus du traditionnel rendez-vous quotidien de l'après-midi (du lundi au samedi à 16 h), obtient également une nouvelle édition diffusée le dimanche matin. En 1987, la chaîne tente d'expérimenter une nouvelle grille horaire, en démarrant la diffusion une demi-heure plus tôt, à 15 h 30, en proposant une série d'animation bonus. L'expérience ne dure cependant pas longtemps et elle revient rapidement à l'heure traditionnelle de 16 heures.
Au cours de la saison 1989-1990, Debora Magnaghi (déjà présentatrice d'un autre programme pour enfants de Fininvest, Ciao Ciao), Carlo Sacchetti et Carlotta Pisoni Brambilla rejoignent également Paolo Bonolis et Manuela Blanchard dans l'animation. De plus, dans la même saison, Uan est rejoint par une autre marionnette en caoutchouc mousse: Ambrogio (à nouveau animé par Gruppo 80 et exprimé par Daniele Demma), avec les traits d'un animal indéfini, qui ressemble à un petit lion, qui n'a cependant jamais atteint la même popularité.
Le 17 janvier 2000, les intermèdes sont totalement annulés et Bim bum bam redevient, comme au début, un simple programme de séries d'animation sans plus d'espaces intérieurs, hormis quelques télé-achats destinés aux enfants et adolescents; le seul signe distinctif restant était l'écriture rose Bim bum bam, qui apparaissait à gauche de l'écran de télévision lors de la diffusion de dessins animés et d'animes (alors que jusqu'en 1995 l'écriture était en blanc et de 1995 à 1997 elle était en vert).